# Carlo Alfonso Nallino
Carlo Alfonso Nallino (Torí, 1872 — Roma, 1939) va ser un orientalista italià.
Va estudiar a la Universitat de Torí i als 21 anys va publicar els seus primers tractats sobre geografia i astronomia àrab. La seva biografia d'Al-Battaní li va fer guanyar fama internacional.
Va ser professor a la Universitat de Roma i va fundar la revista Oriente Moderno (1921). Va escriure diversos tractats sobre filosofia i ciència islàmica. Va ser membre de la Reial Acadèmia d'Àrab al Caire, de l'Accademia Nazionale dei Lincei i de la Reial Acadèmia d'Itàlia.